# MSC Fantasia
Le MSC Fantasia est un navire de croisière appartenant à MSC Croisières. Il est construit aux Chantiers de l'Atlantique de Saint-Nazaire (STX France) et livré le 10 décembre 2008.
Il est le premier navire de la classe Fantasia comprenant le MSC Splendida  le MSC Divina et le MSC Preziosa.

## Histoire

### Commande
Après la signature, le 14 juin 2005, d'une lettre d'intention portant sur l'acquisition de deux navires de croisières (les MSC Fantasia et MSC Splendida) d'une nouvelle classe (classe Fantasia) capables de transporter plus de 3 000 passagers, MSC Croisières conclut un contrat de commande le 9 novembre 2005 auprès de la société Alstom marine (devenue depuis Aker Yards, puis STX France).

### Construction
Les premières tôles pour la construction du MSC Fantasia sont découpées le 9 septembre 2006.
La cérémonie de pose des pièces, qui marque la mise sur cale du premier élément formant le futur navire, se déroule le 11 avril 2007 dans les Chantiers de l'Atlantique.
Après la pose de la timonerie, le 4 janvier 2008, et de la cheminée, le 14 janvier 2008, il est mis à l'eau dans la forme de construction le 7 février 2008 et, le lendemain, il rejoint le bassin C où le MSC Fantasia reçoit son armement,.
Le 10 décembre 2008, le navire est formellement remis à son propriétaire durant la cérémonie de changement de pavillon. Le MSC Fantasia part immédiatement pour sa première croisière entre Saint-Nazaire et Marseille. C'est la première fois qu'un bateau quittait le chantier naval avec des passagers à son bord.

### Baptême
Le 18 décembre 2008, le MSC Fantasia est officiellement baptisé à Naples, par sa marraine, Sophia Loren.

### Modifications
Le MSC Fantasia a passé trois semaines en février 2011 aux chantiers Fincantieri de Palerme en Sicile. Durant ce séjour, sa capacité d'accueil totale a été portée de 3 959 à 4 363 passagers et de 1 332 à 1 370 personnes d'équipage. De plus, la carène s'est vue appliquer un revêtement en silicone.
De nouvelles suites Aurea sont introduites sur le MSC Fantasia depuis le 5 novembre 2011 : 28 suites appartenant au MSC Yacht Club ont été réaffectée en suites Aurea.

### Incident
Le 6 mars 2009, les amarres du MSC Fantasia ont rompu lors d'une escale à Palma de Majorque. Le bateau, mal amarré, a été déporté par une rafale de vent. Une passerelle s'est détachée du navire et un passager est tombé à l'eau. Après l'incident, le port de Palma de Majorque a reconnu être coupable de cet incident involontaire.

## Caractéristiques
Dès sa conception, le MSC Fantasia se voulait être un bateau avec un aménagement élégant et sobre. Le cabinet italien d'architecture De Jorio Design International a été mandaté pour réaliser l'aménagement intérieur. La touche des propriétaires a été apportée par Rafaela Aponte, l'épouse du président de la société mère Mediterranean Shipping Company (MSC).
Il en résulte un navire avec des ambiances douces, variées et agréables qui satisfont à tous les goûts.

### Ponts
Le MSC Fantasia possède 18 ponts. Les ponts inférieurs (1 à 3) ne sont pas accessibles par les passagers. Le pont 4 n'est emprunté par les passagers que pour accéder aux passerelles d'embarquement présentes sur ce niveau ou pour l'infirmerie.
- Pont 4 - Magico
- Pont 5 - Fantasia
- Pont 6 - Magnifico
- Pont 7 - Sublime
- Pont 8 - Favola
- Pont 9 - Radioso
- Pont 10 - Sogno
- Pont 11 - Meraviglia
- Pont 12 - Incanto
- Pont 13 - Arcobaleno
- Pont 14 - Miraggio
- Pont 15 - Splendido
- Pont 16 - Aurora
- Pont 18 - Sun

### Installations destinées aux passagers
Le MSC Fantasia dispose de 27 000 m2 d'espace public dont 6 000 m2 de restaurant.
L'ensemble des installations destinées aux passages est formé de :
- 1 637 cabines :
  - 71 cabines et suites MSC Yacht Club de 22 à 51 m2
  - 28 suites Aurea
  - Huit suites avec balcon de 27 m2
  - 1 151 cabines extérieures avec balcon de 18 m2
  - 85 cabines extérieures avec hublot de 17 à 20 m2
  - 294 cabines intérieures de 16 m2
  - 6 restaurants
  - Red Velvet
  - Il Cechio d'Oro
  - El Sombrero Tex Mex
  - Zanzibar
  - L'Africana
  - L'Étoile, réservé exclusivement, depuis fin 2010, aux clients du MSC Yacht Club[13].
- dix bars et salons intérieurs
  - Fantasia Bar
  - Le Vele
  - The Cigar Lounge
  - Piazza San Giorgio
  - Il Transatlantico
  - La Cantina Toscana
  - Il Cappuccino
  - Manhattan Bar
  - Sports Bar
  - Top Sail Lounge réservé au MSC Yacht Club
- quatre bars extérieurs
  - Bar delle Fontane
  - The Glass Bar
  - Gaudi Bar
  - The One Bar réservé au MSC Yacht Club
- quatre piscines
  - Aqua Park
  - I Tropici
  - Lido Catalano
  - The One Pool réservé au MSC Yacht Club
- un spa de 1 500 m2 équipé de
  - quinze salles de massage, dont deux réservées au MSC Yacht Club
  - deux hammams
  - quatre saunas
  - trois thalassothérapie
  - un salon de beauté (coiffeur et esthéticienne)
  - une salle de fitness
  - un solarium
  - deux bains à remous
- un théâtre d'une capacité de 1 700 places
- une discothèque Liquid Disco avec une zone réservée au MSC Yacht Club (Le Privé)
- un toboggan aquatique
- un simulateur de Formule 1
- un cinéma 4D
- un casino et une salle de jeux, réservés aux adultes
- diverses activités pour enfants et ados
- diverses boutiques
- diverses activités sportives (piste de jogging, terrain de squash, court de tennis, terrain de basket-ball, jeu de palets)

### MSC Yacht Club
Le MSC Yacht Club est une zone privée du bateau composée de cabines et de suites destinées à une clientèle privilégiée. Les hôtes résidents dans cette partie du navire disposent d'espaces publics qui leur sont réservés (bars, piscine, restaurant ou encore discothèque). Un service de majordome est également proposé aux passagers du club.

## Itinéraires
Le MSC Fantasia est un navire conçu pour offrir des croisières de tourisme durant les saisons estivales et hivernales. L'une des piscines principales dispose d'un toit amovible qui lui permet d'être couverte selon la saison.
Le MSC Fantasia tout comme son sister-ship le MSC Splendida croise à l'année dans la région méditerranéenne occidentale : l'été, les deux navires visitent uniquement des destinations en Méditerranée lors de croisières de 8 jours/7 nuits. En hiver, alors que l'un d'eux maintient un itinéraire de 8 jours/7 nuits en Méditerranée, le sister-ship réalise un itinéraire plus long (généralement 12 jours/11 nuits) et visite quelques destinations sur l'Atlantique.
Les destinations habituelles des croisières d'été sont : Barcelone, Civitavecchia (Rome), Gênes, La Goulette (Tunis), La Valette, Marseille, Naples, Palerme, Palma de Majorque.
Les destinations habituelles des croisières d'hiver sont : Barcelone, Casablanca, Civitavecchia (Rome), Funchal, Gênes, Malaga, Tenerife.

## Filmographie
Le MSC Fantasia a servi de décor au film La Croisière (2011) de Pascale Pouzadoux.
À partir du 11 mars 2013, sera diffusé sur TF1 une série télévisée La Croisière tournée à bord du MSC Fantasia.

## Anecdotes
- Un voyagiste belge a affrété le MSC Fantasia durant une semaine à partir du 10 décembre 2008, soit avant qu'il ait été officiellement baptisé, pour organiser une croisière entre Saint-Nazaire et Marseille avec des artistes des chanteurs des années 70 et 80[10].
- Le MSC Fantasia devait accueillir le G8 du 8 au 10 juillet 2009 au large de la Sardaigne. À la suite d'un tremblement de terre à L'Aquila, le sommet a été déplacé dans cette ville. Silvio Berlusconi a présenté le programme du G8 sur le navire, le 29 juin 2009[14].
- Depuis 2010, les artistes de la tournée Âge tendre et Têtes de bois se produisent une fois par an à bord du MSC Fantasia[15].